# Conflit libanais de 2008
Le conflit libanais de 2008 est une série d'affrontements armés de grande ampleur qui ont lieu en mai 2008 entre le Hezbollah et ses alliés et le Courant du futur.
La crise éclate dans un contexte politique tendu, après qu'une paralyse politique de 18 mois dégénère hors de contrôle.
Le conflit débute lorsque le gouvernement de Fouad Siniora renvoie le directeur de la sécurité de l'aéroport de Beyrouth, réputé proche de l’opposition, et ordonne de démanteler le réseau de télécommunication du Hezbollah.
L’opposition - notamment le Hezbollah, Amal et le Courant patriotique libre - condamne la décision. Le 8 mai, le secrétaire général du Hezbollah, Hassan Nasrallah, dénonce « une déclaration de guerre à la résistance »,.
Le Premier ministre refuse de reculer, et, peu après, des violents affrontements éclatent partout dans Beyrouth, opposant principalement des combattants du Hezbollah à ceux du Courant du futur, le parti de Saad Hariri et du premier ministre Fouad Siniora. Des miliciens attaquent le siège du mouvement du futur ainsi que plusieurs journaux. La maison de Saad Hariri est attaquée par des tirs de lance-roquettes. L'armée libanaise reste neutre pendant le conflit.
Dans les jours qui suivent, des affrontements entre partis politiques ont lieu partout dans le pays, notamment dans Tripoli à la frontière avec la Syrie. Sur le mont Liban, des tirs entre membres du Hezbollah et du Parti socialiste progressiste dégénèrent en affrontements aux mortiers.
Les milices du Courant du Futur se rendent au bout de quelques jours, tandis que les deux décrets qui avaient provoqué le conflit sont révoqués Le 21 mai 2008, les accords de Doha prévoit l'élection à la présidence (vacante depuis novembre 2007) du général Michel Sleimane, le chef de l'armée, la création d'un gouvernement d'union nationale dans lequel l'opposition disposerait d'une minorité de blocage, et une nouvelle loi électorale qui s'appliquerait lors du prochain scrutin du printemps 2009.

## Contexte de la crise

### Un pays fracturé
Au début des années 2000, le Liban sort d'une guerre civile qui commence en 1975 et dure près de 15 ans.
La Syrie intervient en 1976 à la demande officielle du président libanais, Soleimane Frangié, et des milices chrétiennes conservatrices du Front libanais qui perdaient alors la guerre. Israël envahit le Sud-Liban en 1978 pour éliminer l’Organisation de libération de la Palestine (OLP), puis une grande partie du pays en 1982.
Début 2000, Israël se retire du Sud-Liban après une longue guérilla du Hezbollah mais la Syrie, qui occupe plusieurs grandes villes comme Tripoli et Beyrouth, refuse de partir.  
L'assassinat de l'ancien Premier ministre libanais Rafiq Hariri le 14 février 2005 provoque la révolution du Cèdre. Lors de ces événements, une grande partie des Libanais s'opposent à la présence syrienne au Liban qui dure depuis 1976 et à l'influence qu'elle exerce sur la politique nationale libanaise.
Ce mouvement populaire anti-syrien qui rassemble 1,3 million de personnes à Beyrouth va se poursuivre de 2006 à 2008. Il est représenté au niveau politique par la coalition du 14 mars. De l'autre côté de l'échiquier politique se trouve la coalition du 8 mars, coalisée autour du Hezbollah. Ce mouvement islamiste chiite possède une branche armée et est proche des gardiens de la révolution islamique iraniens et du parti Baas syrien.
En 2006, la Syrie abandonne le Liban sous pression internationale.

### Guerre de 2006
Lors de l'été 2006, le Hezbollah, est membre de la coalition gouvernementale et il dispose de plusieurs ministres.
Le mouvement décide le 12 juillet d'envoyer un commando en Israël qui y capture deux soldats et en tue huit autres. Un an plus tôt, Israël avait été frappé par des tirs de roquettes provenant du Liban.
Pour Israël, une attaque armée sur son sol revendiquée par un parti officiel de gouvernement n'est rien de moins qu'une attaque d'État. C'est le début de la guerre de 2006. Après 34 jours de combats, le Liban est au sol et connaît une importante crise économique.

### Fortes tensions entre 2006 et 2008
Lors des premières semaines au lendemain du conflit, le Hezbollah crie victoire. Lors d'un rallye le 22 septembre 2006, Hassan Nasrallah déclare qu'il faut célébrer une « victoire divine ».

La crise avec Israël a également mis à nu les fortes divisions régionales. Ainsi lors du conflit, l'Iran et la Syrie, soutiennent le Hezbollah et dénoncent publiquement Israël. À l'inverse, l'Arabie Saoudite condamne le Hezbollah .
L'Iran et la Syrie sont réputés très proches de la coalition du 8 mars alors que l'Arabie Saoudite défend elle le Courant du futur (coalition du 14 mars) et est proche de l'élite sunnite libanaise, notamment de Rafic Hariri et son fils Saad Hariri.
Entre 2006 et 2008, le système politique libanais est paralysé en raison d'une crise politique liée à la fin du mandat d'Émile Lahoud. Aucun gouvernement ne parvient à se former pendant deux ans.

## Déroulement

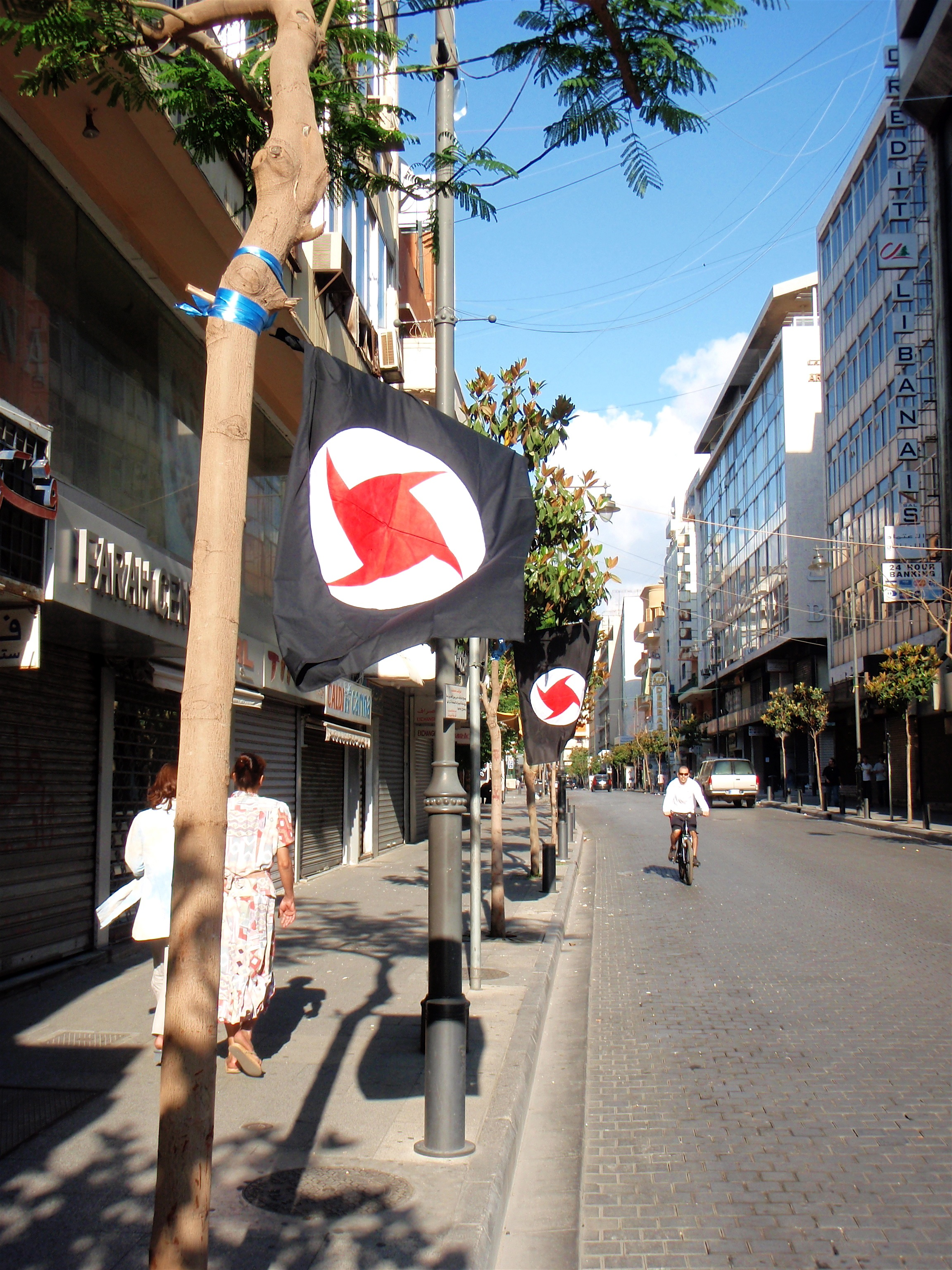
Drapeaux du PSN syrien à Beyrouth.

### Accusations du gouvernement
En mai 2008, les tensions montent lorsque le gouvernement annonce une série de mesures sécuritaires.
Les premières tensions apparaissent le vendredi 2 mai quand Walid Jumblatt annonce qu'une caméra de surveillance miniaturisée a été trouvée dans un conteneur au-dessus de la piste numéro 17 de l'aéroport international de Beyrouth, la piste utilisée par les politiciens du mouvement du 14-Mars.
Dans les cercles du 14 mars, on craint que cette surveillance ne facilite des attaques, car le Liban a connu une série d'assassinats politiques récents.
Par ailleurs, Joumblatt souligne que le Hezbollah a installé des réseaux de communication en fibre optique de Beyrouth Sud jusqu'au Sud Liban. Si cette information était auparavant connue, il souligne qu'il creuse désormais sous les régions druzes et chrétienne du mont Liban.
Le gouvernement libanais menée par le Premier ministre Fouad Siniora annonce que le Hezbollah n'a aucunement le droit d'avoir son propre réseau de communication interne et que cela viole la souveraineté du Liban. Le gouvernement décide également de limoger le général Wafic Shkeir, chef de la sécurité de l'aéroport international Rafic Hariri, réputé proche de l'opposition.

### Combats
Dans un discours, le chef du Hezbollah Hassan Nasrallah déclare que la décision du gouvernement (coalition du 14 mars) est illégale et qu'elle constitue une « déclaration de guerre » à l'encontre du Hezbollah et de ses alliés (coalition du 8 mars). Il dénonce une volonté de soumettre son mouvement à l'américano-sionisme, et que son parti politique répondra.
Les combattants de l'opposition, menés par les miliciens du Hezbollah, prennent le contrôle de plusieurs quartiers de Beyrouth-Ouest et affrontent des miliciens du Courant du futur, fidèles au gouvernement tandis que Walid Joumblatt et son Parti socialiste restent à l’écart. Les miliciens attaquent le siège du Courant du futur ainsi que plusieurs journaux liés au parti. Le leader chrétien Samy Gemayel appelle les chrétiens à ne pas prendre part au combat et dénonce un coup d'État du Hezbollah. Les chrétiens sont restés à l'écart des affrontements. Pour  Alain Aoun, conseiller du général Michel Aoun, leur réaction est mitigée : « D'un côté, ils s'inquiètent de l'utilisation de la force ; de l'autre, ils se félicitent de l'alliance entre le CPL et le Hezbollah, qui a garanti la tranquillité aussi bien dans les quartiers chrétiens de Beyrouth que dans la montagne. » La maison de Saad Hariri est attaquée par des tirs de lance-roquettes alors que les membres du gouvernement, encerclés, sont protégés par l'armée. Dans les jours qui suivent, des affrontements entre partis politiques ont lieu partout dans le pays, notamment dans Tripoli à la frontière avec la Syrie.

### Zones montagneuses
Sur le mont Liban, des fusillades entre membres du Hezbollah et du Parti socialiste progressiste dégénèrent en affrontements. Les combats ont lieu dans les villes de Aytat, Basyur, Choueiat et Aley. Les combats commencent lorsque des druzes du Parti socialiste progressiste, membres de la police municipale dans le district de Aley, sont kidnappés par le Hezbollah. Le maire de Aley assemble alors des hommes armés pour aller les récupérer.
Plusieurs d'entre eux seront ensuite attaqués et les druzes tuent trois hommes du Hezbollah. L'Incident s'aggrave quelques heures plus tard lorsque le village subit des tirs d'artillerie et qu'il répond avec l'usage de mortiers.

### Résolution
Le conflit s'arrêtera au bout de une semaine. L’armée régulière reprend le contrôle sur les zones en conflit. Le gouvernement est forcé de reculer en autorisant le Hezbollah à préserver son réseau de télécommunications et à reprendre le contrôle de la sécurité de l'aéroport de Beyrouth.
Les dirigeants libanais rivaux concluent un accord à Doha le 21 mai 2008, pour mettre fin au début de guerre civile et approuver l'élection rapide d'un nouveau président faisant consensus entre les deux camps, Michel Souleiman. La majorité libanaise concède à l'opposition une minorité de blocage au sein du gouvernement (11 ministres sur 30) mais le « dialogue national » reprend avec les 14 signataires de l'accord de Doha.

## Conséquences et analyses
C'est la première fois que le Liban connaît, depuis la fin de la guerre civile, un tel niveau de violence.
Les partisans du gouvernement estiment que ce conflit prouve que le Hezbollah est une simple milice prête à retourner ses armes contre d'autres Libanais et non l'expression de la résistance à Israël. Pour Ali Fayyad, membre du bureau politique du Hezbollah : « Le conflit ne portait pas sur la politique intérieure. Notre système de communication militaire a été un facteur décisif de notre victoire contre Israël en juillet-août 2006. Nous ne pouvons accepter qu'il soit démantelé, ce qui reviendrait à nous désarmer. En revanche, nous n'avons jamais utilisé nos armes pour imposer nos vues sur le plan interne, pour changer le gouvernement ou pour obtenir une modification de la loi électorale. » 
Le général Sleimane, chef de l'armée libanaise, justifie la neutralité de cette dernière par la nécessité d'« éviter une effusion de sang et davantage de divisions dans les rangs intérieurs ». L'armée libanaise est multiconfessionnelle. Tout engagement dans les combats aurait pu conduire à l'éclatement de la dernière institution encore en place dans le pays.